# Joss JP1
La Joss JP1 est la première supercar fabriquée en Australie.
Le premier prototype, connu sous le nom de JT1, a été conçu et lancé en 2004. Il a été montré aux salons automobiles de Melbourne, Adelaide et Sydney, où il a reçu  un accueil favorable. Lors de tests, il est passé de 0 à 100 km/h en 3 secondes et a parcouru 400 m en 11,7 secondes, à 210 km/h.
La production prévue pour 2013 est de 25 exemplaires, pour un prix de plus de 500 000 dollars